# Ponchos Rojos
Ponchos Rojos ou Ponchos Vermelhos são uma milícia constituída principalmente por reservistas aimarás do exército boliviano na região andina de Omasuyos. Suas ações lembram sua cultura original e usam formas organizacionais ayllu com uma estrutura comunitária, uma prática usada nas sociedades aimará e quíchua.
Os Ponchos Rojos são formados como um grupo indígena boliviano radical que apóia as propostas políticas de Evo Morales e sua materialização na Constituição da Bolívia de 2009. Originários da região andina de Omasuyos, reivindicam a valorização e conservação da cultura original, a reconstrução das formas organizacionais ancestrais dos aillu e defesa de sua cosmovisão.
A data de sua origem é incerta, mas sua existência tornou-se conhecida quando combateu de forma irregular em 2003 o governo de Gonzalo Sánchez de Lozada, no contexto do conflito conhecido como Guerra do Gás.
Em janeiro de 2006, no início de seu governo, Evo Morales realizou um evento em Tiahuanaco, acompanhado por um grande grupo de Ponchos Rojos, que o reconheceram como Jacha Mallku (Gran Cóndor). O presidente eleito expressou sua gratidão:
O grupo anunciou em 2007 que defenderia a integridade territorial da Bolívia contra a ameaça de separatismo promovido pelos líderes do oriente boliviano.
Em 23 de novembro de 2007, em um evento público, os Ponchos Rojos degolaram dois cães como um sinal de ameaça para os separatistas.
Os Ponchos Rojos apoiaram Evo Morales quando este tentou reformar a Constituição da Bolívia, a fim de torná-la um estado multicultural. Em 2013, protestaram contra a proibição do voo de Morales pelo governo francês. Em 2016, quando o governo Morales inquiriu por referendo se uma nova campanha presidencial seria constitucional ou não, os Ponchos Rojos defenderam firmemente que Morales deveria concorrer à presidência novamente.
Os Ponchos Rojos tiveram uma participação importante durante a crise política boliviana de 2019 e após a renúncia forçada de Evo Morales, ao deixarem a cidade de El Alto em protesto no dia 11 de novembro e marcharem para La Paz reivindicando que uma guerra civil que ocorresse.